# Приз памяти Виталия Фатьянова

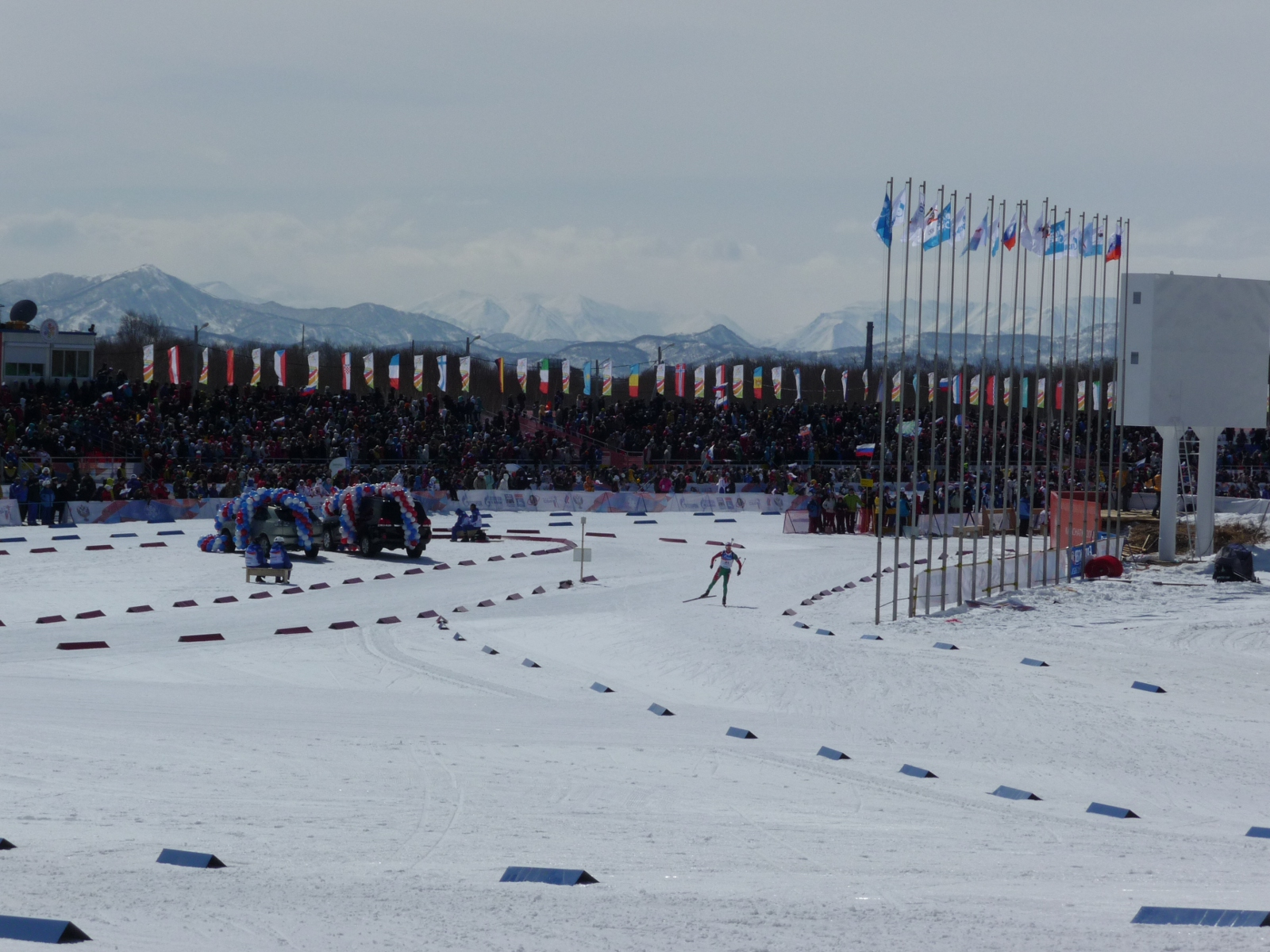
Соревнования за приз памяти Виталия Фатьянова в г. Петропавловске-Камчатском, 17 апреля 2010 г.

Приз памяти заслуженного тренера России Виталия Фатьянова (сокращённо Приз памяти Виталия Фатьянова, или Мемориал Фатьянова) — ежегодное коммерческое биатлонное соревнование, которое проводилось с 2007 по 2012 годы по завершении основных официальных международных биатлонных стартов. Соревнования финансировались из Фонда памяти заслуженного тренера России Виталия Фатьянова. Основной спонсор — ОАО «Газпром». В 2009 году Мемориал Фатьянова был включён в календари Союза биатлонистов России и Международного союза биатлонистов, что существенно повысило их престижность.
Соревнования проходили в два этапа: сначала проводилась спринтерская гонка, затем — гонка преследования. Главный приз — автомобили Toyota Land Cruiser для мужчин и Lexus для женщин, которые вручались победителям «преследований». Лишь в 2008 году автомобили не разыгрывались, а денежный приз памяти Виталия Фатьянова был вручён чемпионам России в марафоне. Первым городом, который принимал у себя Мемориал Фатьянова, стал Новосибирск. В 2008 году соревнования прошли в Увате, а с 2009 года гонки «прописались» в Петропавловске-Камчатском.

## Результаты Мемориала Фатьянова
| № п/п | Дата                | Гонка   | Пол | Дистанция | Золото               | Серебро              | Бронза               |
| ----- | ------------------- | ------- | --- | --------- | -------------------- | -------------------- | -------------------- |
| 1     | 24 марта 2007 года  | Спринт  | Ж   | 7,5 км    | Кати Вильхельм       | Анна Булыгина        | Ольга Анисимова      |
| 1     | 24 марта 2007 года  | Спринт  | М   | 10 км     | Дмитрий Ярошенко     | Андрей Маковеев      | Халвар Ханевольд     |
| 1     | 25 марта 2007 года  | Пасьют  | Ж   | 10 км     | Кати Вильхельм       | Анна Булыгина        | Наталья Соколова     |
| 1     | 25 марта 2007 года  | Пасьют  | М   | 12,5 км   | Дмитрий Ярошенко     | Сергей Рожков        | Иван Черезов         |
| 2     | 29 марта 2008 года  | Марафон | Ж   | 30 км     | Наталья Соколова     | Екатерина Юрлова     | Надежда Частина      |
| 2     | 30 марта 2008 года  | Марафон | М   | 40 км     | Андрей Маковеев      | Артём Ушаков         | Сергей Коновалов     |
| 3     | 17 апреля 2009 года | Спринт  | Ж   | 7,5 км    | Ольга Медведцева     | Оксана Неупокоева    | Светлана Слепцова    |
| 3     | 17 апреля 2009 года | Спринт  | М   | 10 км     | Симон Фуркад         | Венсан Же            | Фридрих Пинтер       |
| 3     | 18 апреля 2009 года | Пасьют  | Ж   | 10 км     | Ева Тофалви          | Оксана Неупокоева    | Светлана Слепцова    |
| 3     | 18 апреля 2009 года | Пасьют  | М   | 12,5 км   | Симон Фуркад         | Венсан Же            | Кристоф Зуман        |
| 4     | 16 апреля 2010 года | Спринт  | Ж   | 7,5 км    | Анастасия Кузьмина   | Ольга Зайцева        | Кати Вильхельм       |
| 4     | 16 апреля 2010 года | Спринт  | М   | 10 км     | Эмиль Хегле Свендсен | Кристиан Де Лоренци  | Яков Фак Ларс Бергер |
| 4     | 17 апреля 2010 года | Пасьют  | Ж   | 10 км     | Кати Вильхельм       | Мари Дорен           | Светлана Слепцова    |
| 4     | 17 апреля 2010 года | Пасьют  | М   | 12,5 км   | Иван Черезов         | Эмиль Хегле Свендсен | Кристиан Де Лоренци  |
| 5     | 15 апреля 2011 года | Спринт  | Ж   | 7,5 км    | Вита Семеренко       | Анастасия Кузьмина   | Анна Карин Зидек     |
| 5     | 15 апреля 2011 года | Спринт  | М   | 10 км     | Симон Фуркад         | Клемен Бауэр         | Александр Ос         |
| 5     | 16 апреля 2011 года | Пасьют  | Ж   | 10 км     | Вита Семеренко       | Анастасия Кузьмина   | Кайса Макарайнен     |
| 5     | 16 апреля 2011 года | Пасьют  | М   | 12,5 км   | Симон Фуркад         | Тарьей Бё            | Карл-Юхан Бергман    |
| 6     | 13 апреля 2012 года | Спринт  | Ж   | 7,5 км    | Сюннёва Сулемдаль    | Вита Семеренко       | Валя Семеренко       |
| 6     | 13 апреля 2012 года | Спринт  | М   | 10 км     | Бьорн Ферри          | Ларс Бергер          | Карл-Юхан Бергман    |
| 6     | 14 апреля 2012 года | Пасьют  | Ж   | 10 км     | Кайса Макарайнен     | Вита Семеренко       | Яна Герекова         |
| 6     | 14 апреля 2012 года | Пасьют  | М   | 12,5 км   | Лукас Хофер          | Бьорн Ферри          | Карл-Юхан Бергман    |

## Обладатели главных призов
| Год  | Мужчины          | Женщины          |
| ---- | ---------------- | ---------------- |
| 2007 | Дмитрий Ярошенко | Кати Вильхельм   |
| 2008 | Андрей Маковеев  | Наталья Соколова |
| 2009 | Симон Фуркад     | Ева Тофалви      |
| 2010 | Иван Черезов     | Кати Вильхельм   |
| 2011 | Симон Фуркад     | Вита Семеренко   |
| 2012 | Лукас Хофер      | Кайса Макарайнен |